# Scott Eastwood
Scott Clinton Reeves-Eastwood (Monterrey, California; 21 de marzo de 1986), más conocido como Scott Eastwood o como Scott Reeves, es un actor, modelo y productor cinematográfico estadounidense.

## Biografía
Scott Clinton Reeves, nació el 21 de marzo de 1986 en la ciudad de Monterrey (California), en los Estados Unidos y vivió en Hawái buena parte de su vida. Es el hijo del actor y director Clint Eastwood y de Jacelyn Reeves, con quien tuvo una hija además de Scott, llamada Kathryn Eastwood (1988). También es el medio hermano por parte de padre de Laurie Alison Warren Murray (1954), Kimber Lynn Eastwood (1964), Kyle Eastwood (1968), Alison Eastwood (1972), Francesca Fisher Eastwood (1993) y Morgan Eastwood (1996).
Sus padres se conocieron cuando Clint salía con Sondra Locke, actriz y una de las múltiples parejas que tuvo, pero en medio, surgió esa relación clandestina con Jacelyn Reeves, de la que nacieron dos hijos, Scott y la pequeña Kathryn dos años después, en 1988. Se había dicho que Scott Eastwood no supo quién era su padre hasta el 2002, pero él lo desmintió en una entrevista, en la que aseguró que el intérprete de Harry el Sucio había sido su padre desde que él tiene uso de razón. Su madre nacida como Jacelyn Ann Reeves el 21 de diciembre de 1951 procedía de Seattle, Washington, pero se mudó con sus hijos a Hawái, donde Scott creció, aunque visitó mucho a su padre en Carmel. Gracias a sus progenitores, su infancia y adolescencia las vivió entre sets de rodaje o viajando por todo el mundo. Los oficios de sus padres le dieron una formación que a día de hoy recoge sus frutos.
Se graduó de la escuela secundaria en 2005, y después cursó estudios en la Universidad Loyola Marymount, en Los Ángeles, donde se graduó en 2008 en Comunicación audiovisual.
El 24 de septiembre de 2014, sufrió un accidente de coche en el que murió su novia Jewel Brangman, al partirse la columna vertebral en el impacto.
De su padre no solo ha heredado su pasión por la interpretación. Scott guarda un gran parecido físico con él, algo que le enorgullece. Sin embargo, no fue hasta 2009 cuando Scott empezó a utilizar el apellido Eastwood, ya que nunca ha querido aprovechar la fama de su padre para hacer carrera en el cine; en sus primeras películas, Banderas de nuestros padres y Gran Torino, figuraba como Scott Reeves, el apellido de su madre.
Antes de ser actor y revolucionar a medio mundo con un reportaje de moda en la revista Town & Country, Scott trabajó como camarero, obrero y aparcacoches y tiene un bar, el Saddle Bar en Solana Beach, San Diego donde él mismo pone cañas y sirve su propio whisky, el Eatswood Whisky, destilado con agua extraída de la finca de su padre. Entre sus aficiones destaca tocar el saxofón, el boxeo, y las armas. Llegó a vivir una larga temporada en Australia, entre Gold Coast, Burleigh Heads y Coolangatt, cuando tenía 20 años, donde se dedicó en cuerpo y alma a disfrutar de su hobby, el surf.

## Carrera cinematográfica

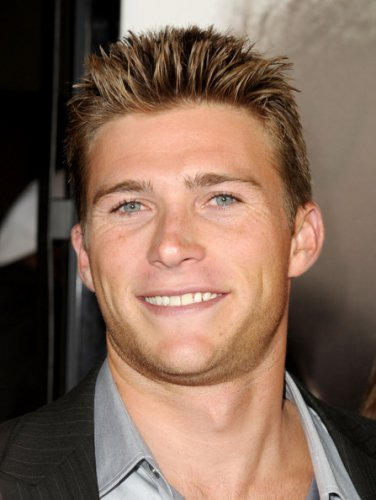
Eastwood en 2013

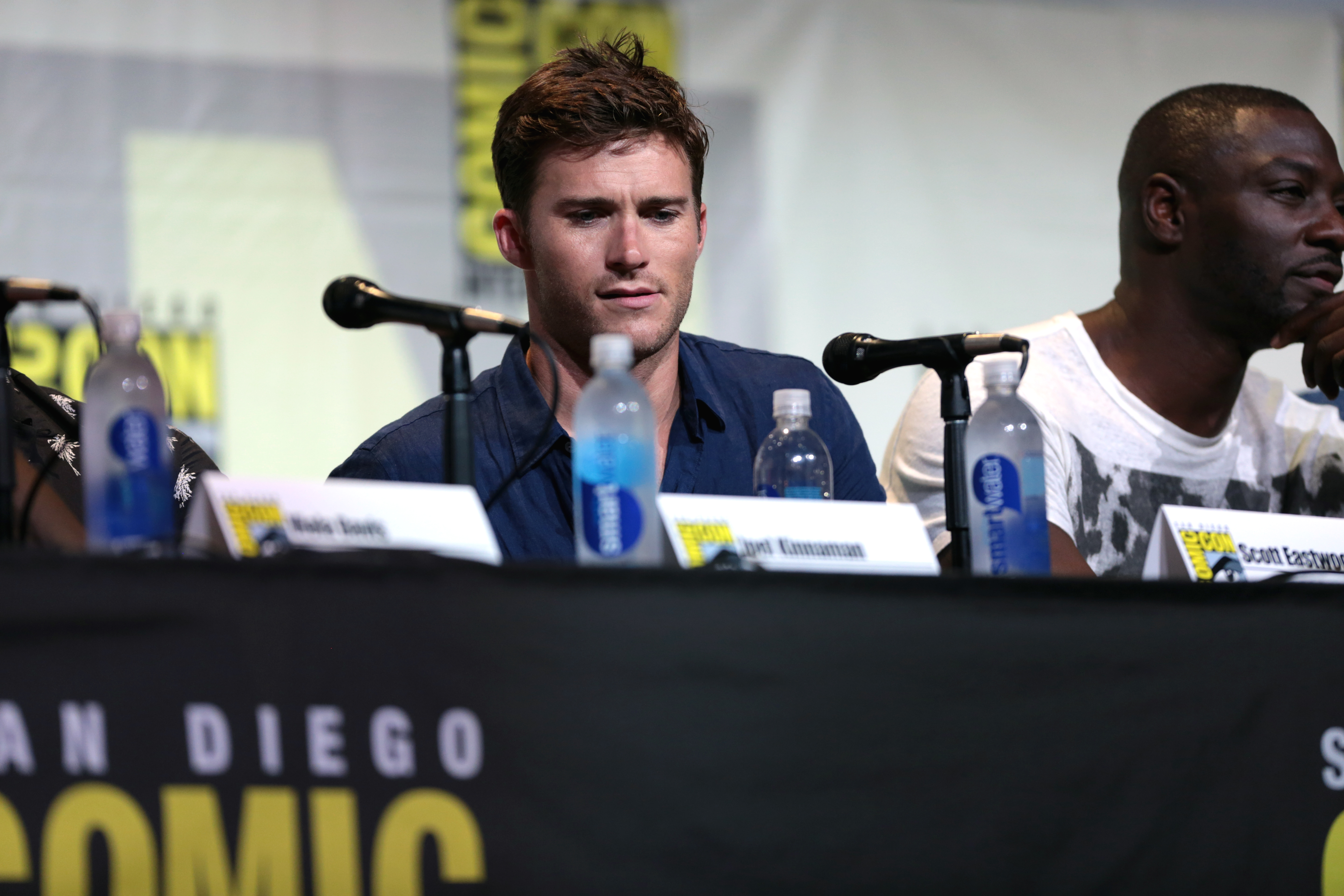
Eastwood en la Convención Internacional de Cómics de San Diego de 2016

### Cine
Inició su andadura en el mundo del cine en películas dirigidas por su padre, como en el film Flags of Our Fathers, Gran Torino o Invictus, en la cual Eastwood interpretó a Joel Stransky, cuya transformación dio la victoria a los Springboks en la final de 1995. Scott ha asegurado que tuvo que pasar por el casting en cada una de las películas que ha hecho, ya que se declara «un hombre hecho a sí mismo» y no quiso aprovecharse del apellido de su padre para empezar a labrarse su carrera.
No fue hasta el 2015 que su carrera empezó a tener repercusión, hasta que protagonizó la película The Longest Ride dirigida por George Tillman Jr.. Un drama romántico juvenil por el que consiguió un Teen Choice Awards, iniciando así su notoriedad en Hollywood.
Gracias a su buena forma física, ha logrado papeles en películas de acción como Suicide Squad, Pacific Rim: Uprising,  Overdrive, Fury junto con Brad Pitt, o firmar un contrato por tres películas para la franquicia The Fast and the Furious, interpretando en la octava, novena y décima entrega de la serie cinematográfica a un relevante agente de policía junto con Dwayne Johnson, Jason Statham y Vin Diesel.

### Modelo
Su físico, y el enorme parecido que comparte con su padre, es un arma que le ha permitido no solo dedicarse a la moda, sino también captar la atención de la industria hollywoodiense. Entre rodaje y rodaje, rememora sus inicios protagonizando alguna campaña publicitaria como modelo. En trabajos para la firma Persol o el anuncio del perfume masculino Davidoff Cool Water de la marca suiza Davidoff.

## Filmografía completa

### Cine
| Cine | Cine                         | Cine                         | Cine                               | Cine                      | Cine                  |
| Año  | Título                       | Título                       | Título                             | Rol                       | Director              |
| Año  | Título original              | Título en España             | Título en Hispanoamérica           | Rol                       | Director              |
| ---- | ---------------------------- | ---------------------------- | ---------------------------------- | ------------------------- | --------------------- |
| 2006 | Flags of Our Fathers         | Banderas de nuestros padres  | La conquista del honor             | Roberto Lundsford         | Clint Eastwood        |
| 2007 | An American Crime            | An American Crime            | Crímenes imperdonables             | Eric Destroy              | Tommy O'Haver         |
| 2007 | Pride                        | Por Orgullo                  | Por Orgullo                        | Jake Ballers              | Sunu Gonera           |
| 2008 | Player 5150                  | Player 5150                  | Reproductor 5150                   | Brian Vicks               | David Michael O'Neill |
| 2008 | Gran Torino                  | Gran Torino                  | Gran Torino                        | Trey Harmful              | Clint Eastwood        |
| 2009 | Shannon's Rainbow            | Imparables                   | El arco iris de Shannon            | Joey Milton               | Frank E. Johnson      |
| 2009 | Invictus                     | Invictus                     | Invictus                           | Joel Stransky             | Clint Eastwood        |
| 2011 | Enter Nowhere                | Enter Nowhere                | Enter Nowhere                      | Tom Deep                  | Jack Heller           |
| 2011 | The Lion of Judah            | El León de Judá              | León de Judá                       | Jack Leones               | Roger Hawkins         |
| 2012 | The Forger                   | Carmel                       | El falsificador/El gran impostor   | Ryan Felter               | Lawrence Roeck        |
| 2012 | Trouble with the Curve       | Golpe de efecto              | Curvas de la vida                  | Billy Clark               | Robert Lorenz         |
| 2013 | Texas Chainsaw 3D            | La matanza de Texas 3D       | Masacre en Texas: Herencia maldita | Deputy Hartman            | John Luessenhop       |
| 2014 | Fury                         | Corazones de acero           | Corazones de hierro                | Sargento Miles            | David Ayer            |
| 2014 | The Perfect Wave             | La ola perfecta              | La ola perfecta                    | Ian McCormack             | Bruce Macdonald       |
| 2014 | Dawn Patrol                  | Dawn Patrol                  | Dawn Patrol                        | John Piper                | Daniel Petrie, Jr.    |
| 2015 | The Longest Ride             | El viaje más largo           | The Longest Ride                   | Luke Collins              | George Tillman, Jr.   |
| 2015 | Diablo                       | Diablo                       | Diablo                             | Jackson                   | Timothy Williams      |
| 2015 | Mercury Plains               | Jóvenes sicarios             | Jóvenes sicarios                   | Mitch Davis               | Charles Burmeister    |
| 2016 | Snowden                      | Snowden                      | Snowden                            | Trevor James              | Oliver Stone          |
| 2016 | Suicide Squad                | Escuadrón Suicida            | Suicide Squad                      | SEAL de la Marina Edwards | David Ayer            |
| 2017 | Walk of Fame                 | Walk of Fame                 | Walk of Fame                       | Drew                      | Jesse Thomas          |
| 2017 | The Fate of the Furious      | Fast & Furious 8             | Rápidos y furiosos 8               | Agente Eric Reisner       | F. Gary Gray          |
| 2017 | Overdrive                    | La gran fuga                 | La gran fuga                       | Andrew                    | Antonio Negret        |
| 2018 | Pacific Rim: Uprising        | Pacific Rim: Insurrección    | Pacific Rim: Insurrección          | Nate Lambert              | Steven S. DeKnight    |
| 2020 | The Outpost                  | La batalla de Kamdesh        | La batalla de Kamdesh              | Clint Romesha             | Rod Lurie             |
| 2021 | Wrath of man                 | Despierta la furia           | Despierta la furia                 | Jan                       | Guy Ritchie           |
| 2021 | Dangerous                    | Instinto Peligroso           | Instinto Peligroso                 | Dylan D´ Forrester        | David Hackl           |
| 2022 | I Want You Back              | Quiero que vuelvas           | Quiero que vuelvas                 | Noah                      | Jason Orley           |
| 2023 | Fast X                       | Fast & Furious 10            | Rápidos y furiosos 10              | Agente Eric Reisner       | Louis Leterrier       |
| 2024 | 1992                         | 1992                         | 1992                               | Riggin Bigby              | Ariel Vromen          |
| 2025 | Alarum                       | Alarum                       | Alarum                             | Joe Travers               | Michael Polish        |
| 2025 | Tin Soldier                  | Tin Soldier                  | Tin Soldier                        | Nash Cavanaugh            | Brad Furman           |
| 2025 | Wind River: The Next Chapter | Wind River: The Next Chapter | Wind River: The Next Chapter       |                           | Kari Skogland         |

### Televisión
| Televisión         | Televisión      | Televisión                                               | Televisión | Televisión | Televisión   |            |                           |
| Año                | Título original | Rol                                                      | Notas      |            |              |            |                           |
| ------------------ | --------------- | -------------------------------------------------------- | ---------- | ---------- | ------------ | ---------- | ------------------------- |
| Año                | Título original | Rol                                                      | Notas      | 2013       | Chicago Fire | Jim Barnes | Serie de TV - 2 episodios |
| 2014               | Chicago PD      | Serie de TV - Episodio: "Stepping Stone" (desacreditado) |            |            |              | Jim Barnes |                           |
| (Fuente: IMDb.com) |                 |                                                          |            |            |              |            |                           |
|                    |                 |                                                          |            |            |              |            |                           |

### Videos musicales
| Videoclips         | Videoclips      | Videoclips | Videoclips | Videoclips | Videoclips       |                           |              |
| Año                | Título original | Rol        | Artista    |            |                  |                           |              |
| ------------------ | --------------- | ---------- | ---------- | ---------- | ---------------- | ------------------------- | ------------ |
| Año                | Título original | Rol        | Artista    | 2015       | "Wildest Dreams" | Interés amoroso de Taylor | Taylor Swift |
| (Fuente: IMDb.com) |                 |            |            |            |                  |                           |              |
|                    |                 |            |            |            |                  |                           |              |

## Premios y nominaciones
| Año  | Ceremonia                | Premio(s)                   | Trabajo por nominación | Resultado |
| ---- | ------------------------ | --------------------------- | ---------------------- | --------- |
| 2014 | National Board of Review | Best Cast                   | Fury                   | Ganador   |
| 2015 | Teen Choice Awards       | Choice Movie Actor: Drama   | The Longest Ride       | Ganador   |
| 2015 | Teen Choice Awards       | Choice Movie: Breakout Star | The Longest Ride       | Nominado  |
| 2016 | Teen Choice Awards       | Choice Movie Actor          | Suicide Squad          | Nominado  |